# Arbetarna lämnar Lumières fabrik i Lyon
Arbetarna lämnar Lumières fabrik i Lyon, fransk film från 1895, en av världens första filmer.

## Handling
Filmen saknar handling i egentlig bemärkelse - det enda man ser är ett antal arbetare vid Lumières fabrik i Lyon lämna sin arbetsplats.

## Om filmen
Inspelningen var tvungen att göras om eftersom alla arbetare inte lämnade fabriken i tid.